# تجارة الانبعاثات

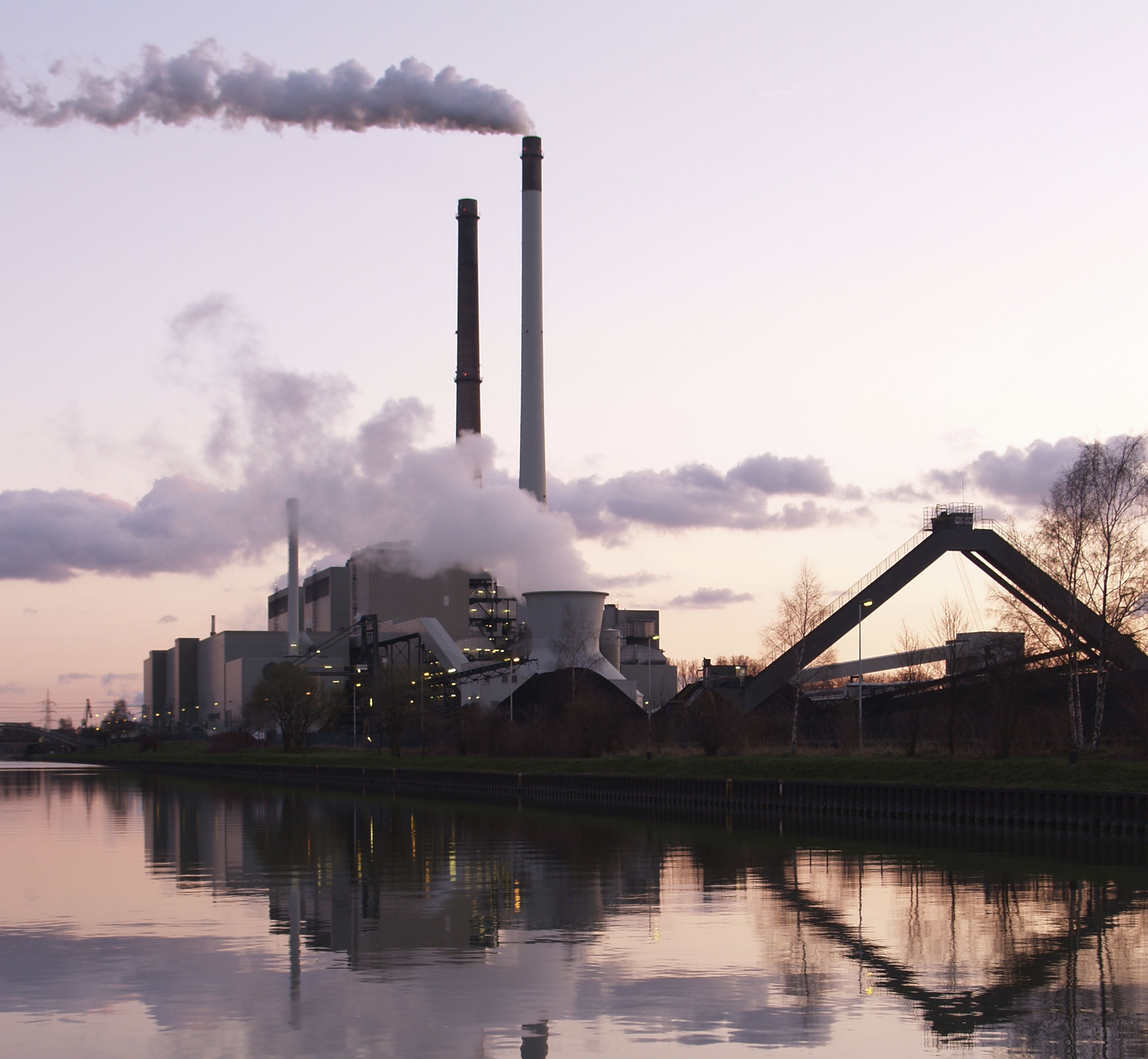

تجارة الانبعاثات (بالإنجليزية: Emissions trading)‏، هو منهج يعتمد على السوق في تحقيق الأهداف البيئية يتيح لأولئك الذين يخفضون انبعاثات غازات الدفيئة إلى ما دون المطلوب لاستخدام الانخفاضات الفائضة أو الاتجار بها للتعويض عن الانبعاثات في مصدر آخر داخل البلد أو خارجه.
يمكن أن يحدث الاتجار على مستوى ما بين الشركات أو المستويين المحلي والدولي. وقد اعتمد تقرير الثاني الذي أعدته الهيئة الحومية الدولية المعنية بتغير المناخ مبدأ استخدام الرخص لنظم التجارة المحلية أو الحصص لنظم التجارة الدولية. والاتجار بالانبعاثات بمقتضى المادة 17 من بروتكول كيوتو هو نظام للحصص القابلة للتداول وهو يعتمد على الكميات المحددة التي تحسب من الالتزامات المدرجة في البروتكول والخاصة بخفض الانبعاثات والحد منها.

## لمحة عامة

### الوضع الراهن
تبنت العديد من الدول والولايات ومجموعات الشركات أنظمة تجارية من هذا النوع، وخاصة لتخفيف حدة تغير المناخ.
توجد برامج تجارية نشطة تتضمن العديد من ملوثات الهواء. بالنسبة للغازات الدفيئة، التي تسبب تغير المناخ، كثيرًا ما تسمى الوحدات المسموحة بائتمانات الكربون. يعد مخطط تجارة الانبعاثات في الاتحاد الأوروبي أكبر برنامج تجاري للغازات الدفيئة، ويتاجر أساسًا في مخصصات الاتحاد الأوروبي، ويتاجر مخطط كاليفورنيا في مخصصات الكربون في كاليفورنيا، ومخطط تجارة الانبعاثات لنيوزيلندا في وحدات نيوزيلندا، في حين يتاجر المخطط الأسترالي في الوحدات الأسترالية.
تملك الولايات المتحدة سوقًا وطنية للحد من الأمطار الحمضية والعديد من الأسواق الإقليمية لأكاسيد النيتروجين. لا يُعزى الانخفاض الأخير في انبعاثات الغازات الدفيئة في كاليفورنيا إلى تجارة الكربون، بل إلى عوامل أخرى مثل معايير الحافظة المتجددة وسياسات كفاءة الطاقة، وكان «تحديد سقف الإصدار» في كاليفورنيا وما زال أكبر من معدلات الانبعاثات الفعلية. ارتفعت انبعاثات الغازات الدفيئة بأكثر من نصف المصادر الصناعية التي ينظمها برنامج تحديد سقف الإصدار والتجارة لكاليفورنيا من عام 2013 حتى عام 2015.

## مقدمة
يعتبر التلوث مثالًا رئيسيًا على العوامل الخارجية للسوق. تمثل العوامل الخارجية تأثيرًا لبعض الأنشطة على كيان (مثل شخص) ليس طرفًا في معاملة سوقية مرتبطة بذلك النشاط. تعد تجارة الانبعاثات نهجًا قائمًا على السوق لمعالجة التلوث. تهدف خطة تجارة الانبعاثات بشكل عام إلى خفض تكاليف بلوغ هدف الانبعاثات المحدد.
في نظام تجارة الانبعاثات، تضع الحكومة حدًا إجماليًا للانبعاثات، وتحدد التصاريح (وتسمى أيضًا المخصصات)، أو تراخيص محدودة لإصدار الانبعاثات، إلى مستوى الحد الإجمالي. قد تبيع الحكومة التصاريح، ولكنها في العديد من المخططات القائمة تمنح تصاريح للمشاركين (الملوثين الخاضعين للتنظيم) تعادل الانبعاثات الأساسية لكل مشارك. يُحدَد خط الأساس بالرجوع إلى الانبعاثات التاريخية للمشارك. لإثبات الامتثال، يجب على المشارك أن يحمل تصاريح مساوية على الأقل لكمية التلوث المنبعث الإجمالية خلال الفترة الزمنية. إذا امتثل كل مشارك، فإن إجمالي التلوث المنبعث سيكون على أقصى تقدير مساويًا لمجموع الحدود الفردية. نظرًا إلى إمكانية شراء التصاريح وبيعها، بوسع المشارك أن يختار إما استخدام مخصصاته بالضبط (من خلال خفض الانبعاثات الخاصة به)، أو إصدار كميات أقل من مخصصاته، بل وربما بيع مخصصاته الفائضة، أو إصدار أكثر من مخصصاته، وشراء تصاريح من مشاركين آخرين. في واقع الأمر، يدفع المشتري رسومًا مقابل التلويث، في حين يكسب البائع مكافأة على خفض الانبعاثات.
في كثير من المخططات، يجوز أيضًا للمنظمات التي لا تلوث (وبالتالي لا تتحمل أي التزامات) أن تحصل على تصاريح تجارية ومشتقات مالية للتصاريح. في بعض المخططات، يمكن للمشاركين أن يستخدموا مخصصات مصرفية في فترات مقبلة. في بعض المخططات، يجب سحب نسبة من جميع التصاريح التجارية بصورة دورية، ما يؤدي إلى انخفاض صافي الانبعاثات مع مرور الوقت. بالتالي، يجوز للجماعات البيئية أن تشتري التصاريح وتسحبها، ما يزيد من سعر التصاريح المتبقية وفقًا لقانون الطلب. في أغلب المخططات، يستطيع مالكو التصاريح التبرع بتصاريح لكيان غير ربحي والحصول على خصم ضريبي. عادةً ما تخفض الحكومة الحد الإجمالي بمرور الوقت، بهدف تحقيق هدف وطني لتقليل الانبعاثات.
وفقًا لصندوق الدفاع البيئي، فإن تحديد سقف الإصدار وتجارة الانبعاثات تشكل النهج الأكثر منطقية من الناحية البيئية والاقتصادية في التحكم في انبعاثات الغازات الدفيئة المسببة للاحتباس الحراري، وذلك لأنها تضع حدًا للانبعاثات، وتشجع التجارة الشركات على الابتكار من أجل الحد من الانبعاثات.
«يمكن للتجارة الدولية أن تقدم مجموعة من الحوافز الإيجابية والسلبية لتعزيز التعاون الدولي بشأن تغير المناخ (أدلة قوية، اتفاق متوسط). توجد ثلاث قضايا رئيسية لإقامة علاقات بناءة بين التجارة الدولية واتفاقات المناخ: «يمكن تعديل السياسات والقواعد التجارية القائمة بحيث تصبح أكثر ملاءمة للمناخ، وما إن كانت تدابير تعديل الحدود أو غيرها من التدابير التجارية فعالة في تحقيق أهداف الاتفاقات الدولية المتعلقة بالمناخ، وسواء كانت اتفاقية الأمم المتحدة الإطارية بشأن التغير المناخي، أو منظمة التجارة العالمية، أو مزيج الاثنين، أو مؤسسة جديدة، هي أفضل منتدى لبنية تجارية ومناخية».

## نبذة تاريخية
بدأ المجتمع الدولي عملية طويلة نحو بناء تدابير دولية ومحلية فعالة للتصدي لانبعاثات الغازات الدفيئة (ثاني أكسيد الكربون، والميثان، وأكسيد النيتروز، والهيدروفلوروكربون، والفلوروكربون، وسداسي فلوريد الكبريت) استجابةً للتأكيدات المتزايدة بأن الاحتباس الحراري يحدث بسبب انبعاثات من صنع الإنسان وعدم اليقين بالعواقب المحتملة لذلك. بدأت هذه العملية في ريو دي جانيرو في عام 1992، عندما وافقت 160 دولة على اتفاقية الأمم المتحدة الإطارية بشأن التغير المناخي. تعد اتفاقية الأمم المتحدة الإطارية بشأن التغير المناخي، كما يوحي عنوانها، مجرد إطار، إذ تُركت التفاصيل اللازمة لتسويتها من قبل مؤتمر الأطراف في اتفاقية الأمم المتحدة الإطارية بشأن التغير المناخي.
ظهرت كفاءة ما كان سيطلق عليه فيما بعد بنهج «تحديد سقف الإصدار وتجارة الانبعاثات» للحد من تلوث الهواء؛ أول مرة في سلسلة من دراسات المحاكاة الحاسوبية للاقتصاد الجزئي في الفترة ما بين عامي 1967 و1970 للإدارة الوطنية لمكافحة تلوث الهواء (السابقة لمكتب الهواء والإشعاع التابع لوكالة حماية البيئة الأمريكية) أجراها كل من إليسون بيرتن وويليام سانجور. استخدمت هذه الدراسات نماذج رياضية للعديد من المدن ومصادر انبعاثاتها من أجل مقارنة تكلفة استراتيجيات المراقبة المختلفة وفعاليتها. قورنت كل إستراتيجية تخفيف مع «الحل الأقل تكلفة» الذي أنتجه برنامج تحسين حاسوبي لتحديد مجموعة تخفيضات المصادر الأقل تكلفة بغية تحقيق هدف خفض انبعاثات محدد. في كل حالة، تبين أن «الحل الأقل تكلفة» أقل تكلفة بكثير من نفس كمية تقليل التلوث الذي أنتجته أي إستراتيجية تخفيف تقليدية. واصل بورتن ثم سانجور مع إدوارد إتش بيكان تحسين هذه النماذج الحاسوبية وتطويرها في وكالة حماية البيئة الأمريكية المنشأة حديثًا آنذاك. أدخلت الوكالة مفهوم وضع النماذج الحاسوبية باستراتيجيات تخفيف أقل تكلفة (أي تجارة الانبعاثات) في تقريرها السنوي لعام 1972 المقدم إلى الكونغرس عن تكلفة الهواء النظيف. أدى ذلك إلى مفهوم «تحديد سقف الإصدار وتجارة الانبعاثات» كوسيلة لتحقيق «الحل الأقل تكلفة» لمستوى معين من التخفيف.